# Valenki

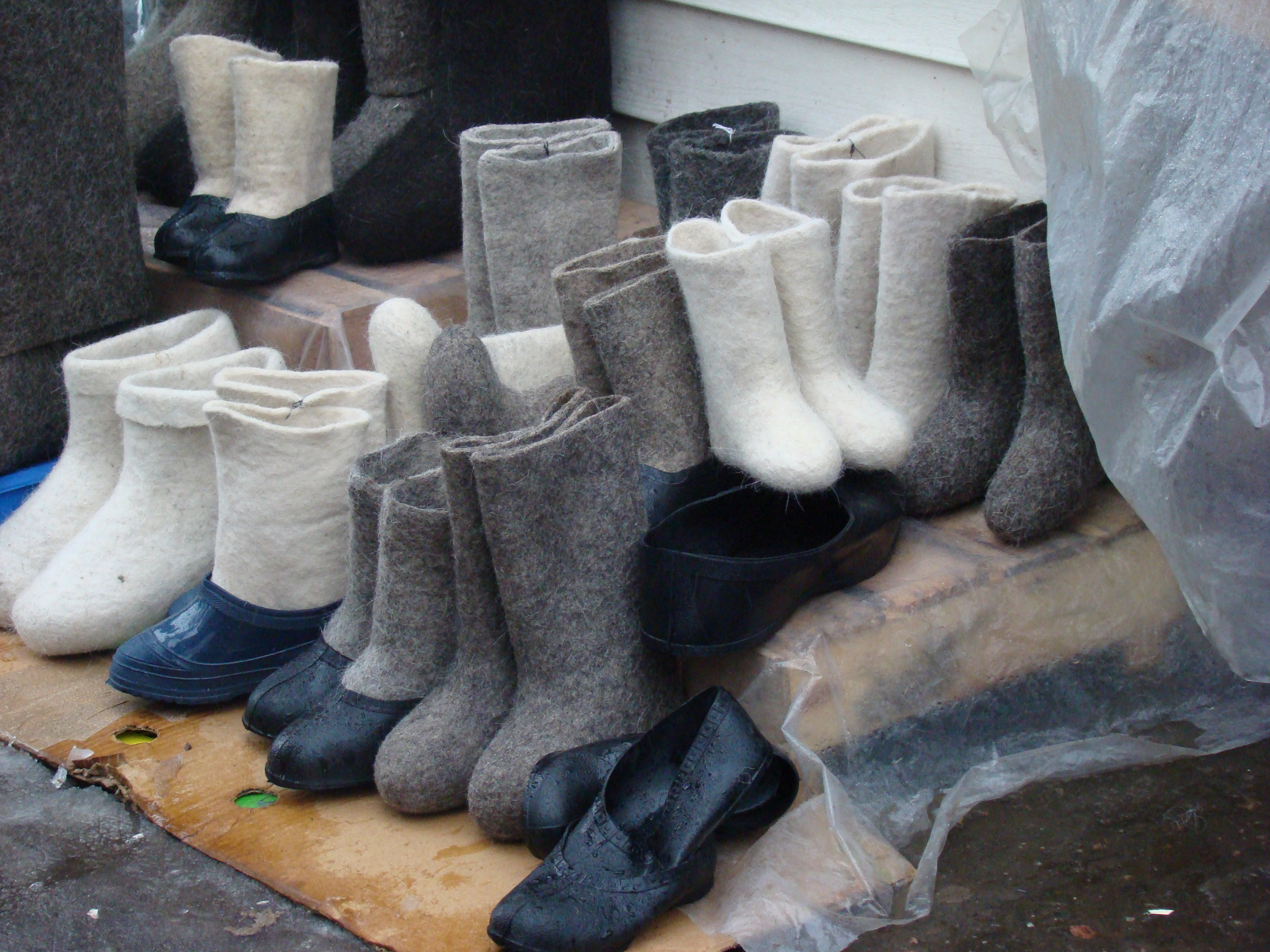
I Valenki

Valenki (in russo валенки?  [ˈvalʲɪnkʲɪ], al singolare in russo валенок?, valenok) sono calzature invernali tradizionali russe.
Il nome significa letteralmente fatti di feltro. I valenki in feltro di lana non sono resistenti all'acqua, e sono spesso indossati con galosce per tenere l'acqua fuori e proteggere la suola.
Erano calzature diffuse fino alla metà del XX secolo, poi soprattutto nelle città caddero in disuso, poiché erano associate a un modo di vestire rustico.
In Russia ne vengono prodotti 4,5 milioni di paia all'anno.